# Periga spatulata
Periga spatulata är en fjärilsart som beskrevs av Lemaire 1973. Periga spatulata ingår i släktet Periga och familjen påfågelsspinnare. Inga underarter finns listade i Catalogue of Life.